# Surimi
El surimi (擂り身 / すり身) és un producte d'origen japonès que consisteix en una pasta gelatinosa feta a partir de carn triturada de peixos blancs. Com que aquesta pasta resultant és incolora, inodora i insípida, posteriorment se li afegeixen colorants i saboritzants com ara la clara d'ou, sal, oli vegetal, sucre, derivats làctics i glutamat potàssic. A més a més, també se li afegeixen extractes naturals de crustacis per contribuir en l'aroma —entre d'altres substàncies. Tots aquests additius contribueixen, a l'hora, a que el surimi adopti una estructura i textura adequades. Un cop finalitzat el procés d'elaboració, el producte s'empaqueta i es congela per conservar-lo i distribuir-lo. Finalment, aquesta pasta és utilitzada per preparar diversos menjars processats que es solen consumir en cru, de fet el surimi és considerat com un producte secundari.
El surimi també és un considerat un concentrat ric en proteïnes de fàcil digestió, concretament segons el Departament d'Agricultura dels Estats Units el surimi conté al voltant d'un 76% d'aigua, 15% de proteïna, 0,9% de greix, 6,85% de carbohidrats i 30 mg de colesterol.

## Etimologia
Surimi prové de la combinació de dues paraules pròpies de la llengua japonesa les quals són les següents: suru, que significa a processat/da, i mash/mi que significa carn.

## Història
El surimi va ser originat al Japó durant el període Heian (790-1180). Els pescadors de les zones costaneres del país intentaven trobar una manera de conservar el producte que no podien consumir, fins que es va descobrir una manera que consistia en esmollar els filets de peix fresc, afegir sal i coure-ho al vapor, així va sorgir la pasta anomenada kamaboko (una de les varietats de surimi que existeix actualment).
Es coneix que el kamaboko va ser servit de forma popular per primera vegada en un sopar de celebració dedicat a un ministre japonès. Inicialment, a la pasta de peix se li donava forma circular mitjançant una petita branca de bambú. Com que la seva forma recordava a una boga (gama en japonès) en la part superior i a una espasa (hoko en japonès) se li va concedir el nom de kabahoko, que posteriorment es va modificar a kamaboko, tal com el coneixem avui dia.

Tot i així, no es va aconseguir comercialitzar el kamaboko fins a l'any 1960, en el qual Nishitani Iōsuke, del Institut Pesquer Experimental de Hokkaido, va proposar la congelació com a mètode de conservació juntament amb l'ús de crioprotectors amb la intenció d'evitar el deteriorament de les proteïnes del producte, permetent així l'exportació d'aquest. Aquesta proposta va suposar ser un èxit absolut, ja que la indústria pesquera japonesa es va veure revitalitzada a partir d'aquest descobriment.

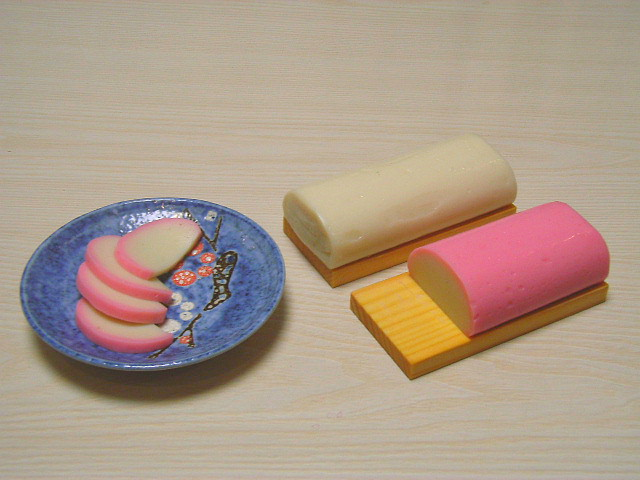
El surimi anomenat kamaboko (蒲 鉾) és un ingredient comú de la gastronomia japonesa, en particular en sopes de fideus com els udon.

El peix carboner d'Alaska donat les seves característiques organolèptiques i alta velocitat de creixement i capacitat reproductiva, es va convertir en la font de matèria primera més utilitzada per la indústria del Surimi, la qual s'expandia ràpidament. El poder econòmic d'aquest sector va incrementar tant que el EEUU van implementar Zones Econòmiques per restringir l'accés a les àrees marines de pesca i així poder formar el seu propi mercat.
Actualment, la Cooperativa de Conservació del Peix Carboner s'encarrega de delimitar unes qüotes de pesca anuals per a les companyies que fan servir aquest peix per als seus productes alimentaris.

## Procés de producció

### Pesca de la matèria primera
Un cop pescada la matèria primera, aquesta es guarda en sales de refrigeració presents en els vaixells, el temps que el peix es pot conservar en gel o refrigeració abans que les proteïnes comencin a patir canvis significatius depèn de l'espècie pesquera capturada. Normalment aquest marge temporal varia entre les 12 i 24 hores. També podem trobar grans vaixells factoria que extrauen el surimi al moment. Els principals peixos que s'utilitzen per a la producció del surimi son:
- el carboner d'Alaska (Theragra chalcogramma)
- la maire (Micromesistius poutassou)
- el lluç neozelandès (Macruronus novaezelandiae)
- el lluç de el Pacífic (Merluccius productus)[10]

- També es fan servir altres encara que en menor quantitat com:
- Sorell del Pacífic sur (Trachurus murphyi)
- Anxoveta  (Engraulis ringens)
- Calamar gegant del corrent de Humboldt (Dosidicus gigas)[11]

### Emmagatzematge de la matèria primera
Normalment se separen les espècies pescades entre si de forma manual. A continuació, els peixos són separats segons pes mitjançant una màquina i s'emmagatzemen en cambres fredes per a portar la temperatura corporal del peix lleugerament per sobre dels 0 graus amb la utilització de gel picat o amb aigua de mar prèviament refrigerada.

### Filetejat
En aquesta etapa es duu a terme la eliminació del cap del peix i la extracció de vísceres i el filetejat, preservant el múscul. Això es fa de forma manual o automàtica amb certes màquines especialitzades. És important que totes les vísceres siguin extretes ja que contenen enzims proteolítics i microorganismes que suposarien una baixada de qualitat en el producte, de forma que es realitza una inspecció i també es fa un primer rentat per assegurar l'eliminació d'aquestes i també del possible excès de sals o de greixos.

### Separació de la carn i triturat
Es realitza mitjançant un separador de carn rotatori o també anomenat tambor de cinturò. Les peces de carn obtingudes de la fase de preparació es dipositen i es pressionen amb una placa entre un cinturò de goma i el tambor metàl·lic, el qual conté nombrosos orificis de 3 a 5 mil·límetres de diàmetre. D'aquesta manera el pressionar la peça de peix contra la superfície del tambor s'aconsegueix separar la carn de la resta de components a la vegada que es tritura, ja que la carn és la única capaç de inserir-se per orificis dels diàmetres esmentats, i els ossos, la pell, vísceres restant i cartílag quedarien fora del tambor.

#### Afectació del diàmetre dels orificis del tambor en el rendiment
Utilitzant orificis de diàmetre elevat (5mm) encara que assegura obtenir fragments més grans, dificultaria l'eliminació de certes impureses en el següent de procés de rentat, de forma s'obtenen rendiments elevats però carn de baixa qualitat. D'altramanera, amb orificis relativament més petits la qualitat seria major però una porció significant de partícules de carn es podria perdre durant l'etapa de rentat, i en conseqüència es reduiex el rendiment.

### Rentat
Tota la carn obtinguda es dirigida a tancs on es mesclen amb aigua dolça per eliminar compostos remanents no desitjats com pigments sanguinis, enzims digestius, sals inorgàniques o proteïnes sarcoplasmàtiques. D'aquesta manera, augmentarem la concentració de les proteïnes insolubles de la carn, en especial les proteïnes miofibrilars, les quals tenen la capacitat de formar xarxes tridimensionals que confereixen la textura de gel al producte. L'aigua de rentat està en la mateixa temperatura o per sota en la qual el peix habita en el mar i normalment es fan 2 cicles.

### Desaigüat intermedi
Es realitza un cicle de rentat addicional però aquest cop l'aigüa utilitzada conté sal dissolta, de manera que a través de la pressió osmòtica s'afavoreix la pèrdua d'aigua en la carn.

### Refinat
Durant aquest procés, s'eliminen les impureses que queden, les quals són teixits connectius, escates, ossos fins i pell. Les màquines de refinament normalment consisteixen en una placa cilíndrica amb petits forats, en el interior de la qual trobem un rotor en forma de cargol. Llavors, al fer passar el triturat rentat per la força compressiva generada pel motor, a través de les perforacions de la placa emergeixen únicament els fragments de carn, mentre que els compostos de major solidesa es queden en el interior del tanc cilíndric.

### Desaigüat final
Es fa mitjançant una premsa de caragol, i s'arriba a valors finals d'humitat del 74-84%.

### Mesclat final
En aquesta etapa final, es mescla la pasta obtinguda amb agents crioprotectors, atès que la congelació com a mètode de conservació indueix la desnaturalització i pèrdua funcional de les proteïnes del surimi. En general, els crioprotectors consisteixen en un 4% de sacarosa, entre un 4 i 5% de sorbitol i un 0,2-0,3% de polifosfats.

## Determinació de la qualitat del Surimi
-La capacitat de formar una estructura gelatinosa, lo qual és determinat per un test de texturometría.
-El color (com més blanc, això és indicador d'una major qualitat)
-La seva puresa, és a dir l'absència de sang i traçes de pell o òrgans.
-L'aspecte bacteriològic.
-Temps transcorregut des de la captura del peix fins al seu processament.

## Valor nutritiu
Degut a la varietat d'orígens que pot tenir el surimi el seu valor nutricional dependrà en gran manera de la qualitat i espècie del peix utilitzat. Tot i així podem considerar que el procés d'elaboració del surimi tendeix a conservar un 75% de les proteïnes de la matèria primera original. Per contra al elaborar-se en la majoria dels casos a partir de peix blanc el seu contingut en greix sol ser molt reduït, tot i que en algunes varietats de surimi s'incrementa amb productes addicionals tals com oli de palma o soja.
Com que els glúcids són un component vital per a la correcta textura del surimi aquests es troben incrementats fins a un 5% més respecte la composició del teixit original, principalment en la forma de midó.
Moltes de les vitamines i minerals presents en la matèria primera es perden durant el procés d'elaboració del surimi degut a les temperatures utilitzades i els múltiples rentats. Per contra degut a la falta de sabor del surimi se li sol afegir múltiples colorants i saboritzants amb la fi de recuperar o imitar propietats de les especies a les quals es vol imitar. Aquests colorants utilitzats solen ser carotenoides (E-160).
Finalment cal apreciar que degut al origen marí del surimi la seva consumició no resulta recomanable per a persones amb algun tipus d'al·lèrgia als productes marins. Igualment la seva consumició resulta poc recomanable per persones que pateixin d'una tensió alta i, per tant, hagin de seguir una dieta baixa en sal.

## Usos
El surimi és molt útil perquè permet als processadors imitar amb una proteïna de baix cost, com ara el peix carboner d'Alaska (Theragra chalcogramma) esmicolat, la textura i el sabor d'un producte de la més alta qualitat com la cua de llamàntol americà. Els productes resultants, depenent del tipus de peix utilitzat en el procés, són generalment insípids i han de ser saborizats.

### Surimi per a impressió 3D
En un estudi recent s'ha demostrat que el surimi podria ser un bon material per a la realització d'Impressió d'aliments en 3D per a l'elaboració de patrons complicats en aliments amb una faceta artística. Si bé un increment en el contingut en sal és necessari per a la correcta preservació de la seva forma durant llargs períodes.

### Surimi com a complement proteic
A causa de l'alt contingut en proteïna del surimi aquest resulta un perfecte complement proteic per a la dieta humana. Recentment un estudi va provar d'incorporar pols de surimi dessecat a la farina de fideus grocs a fi d'augmentar-ne el contingut proteic. L'estudi va aconseguir incorporar correctament la farina de surimi, elevant el contingut proteic i de greixos dels fideus.

## Productes
Els productes del surimi són generalment imitacions de marisc, com ara cranc, llagostí, vieira o angula, però també es produeixen salses de surimi, entrepans, i fins i tot un tipus d'hamburguesa. En la taula a continuació tenim productes fets a partir de Surimi classificats segons la seva forma i mode de consum:

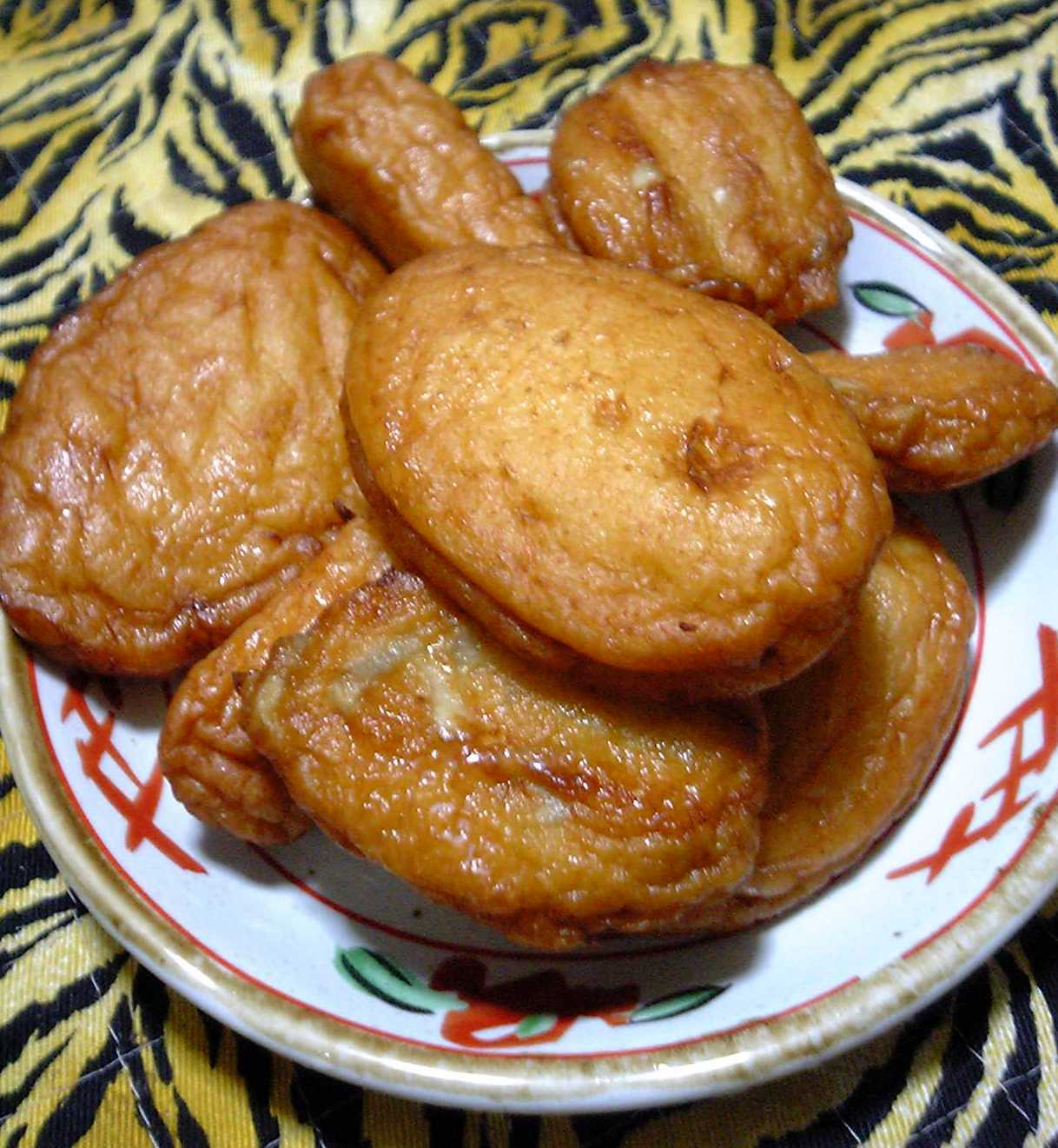
Satsuma-age(薩摩揚げ), producte derivat del Surimi típic en Kagoshima.

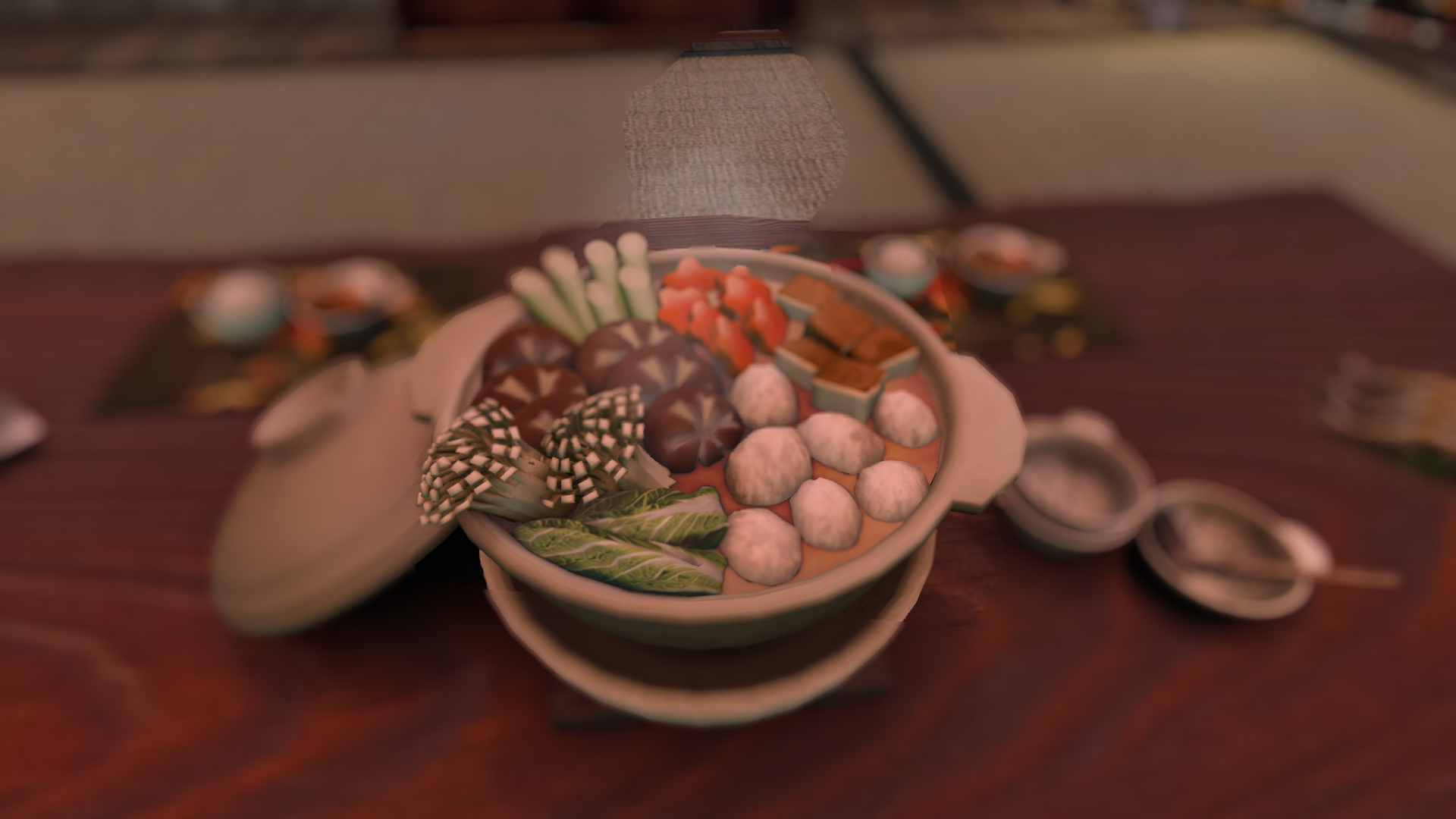
Tsumire en bol calent (part inferior dreta) combinat amb diferents ingredients com bolets o verdures.

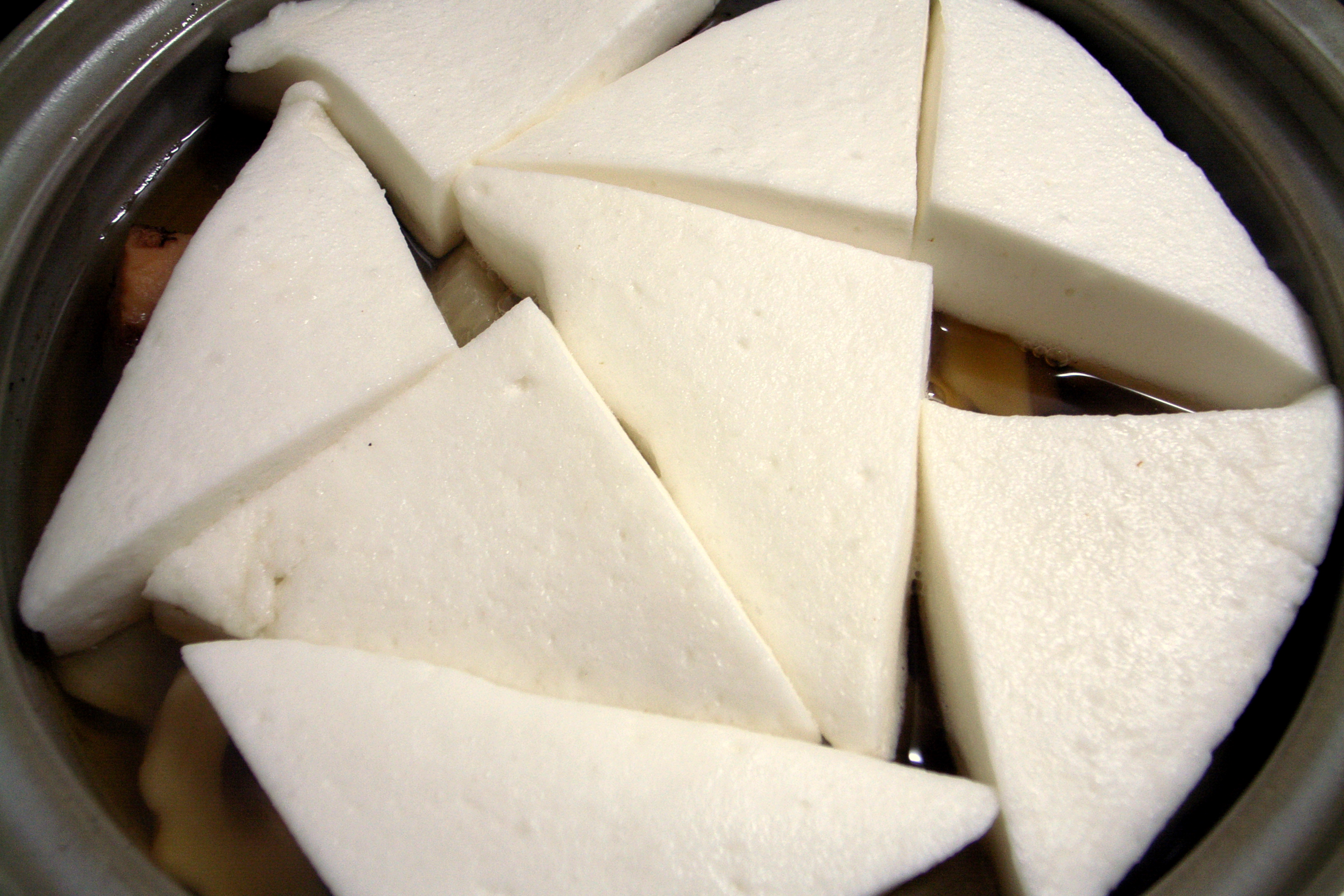
Peces de hanpen de forma triangular

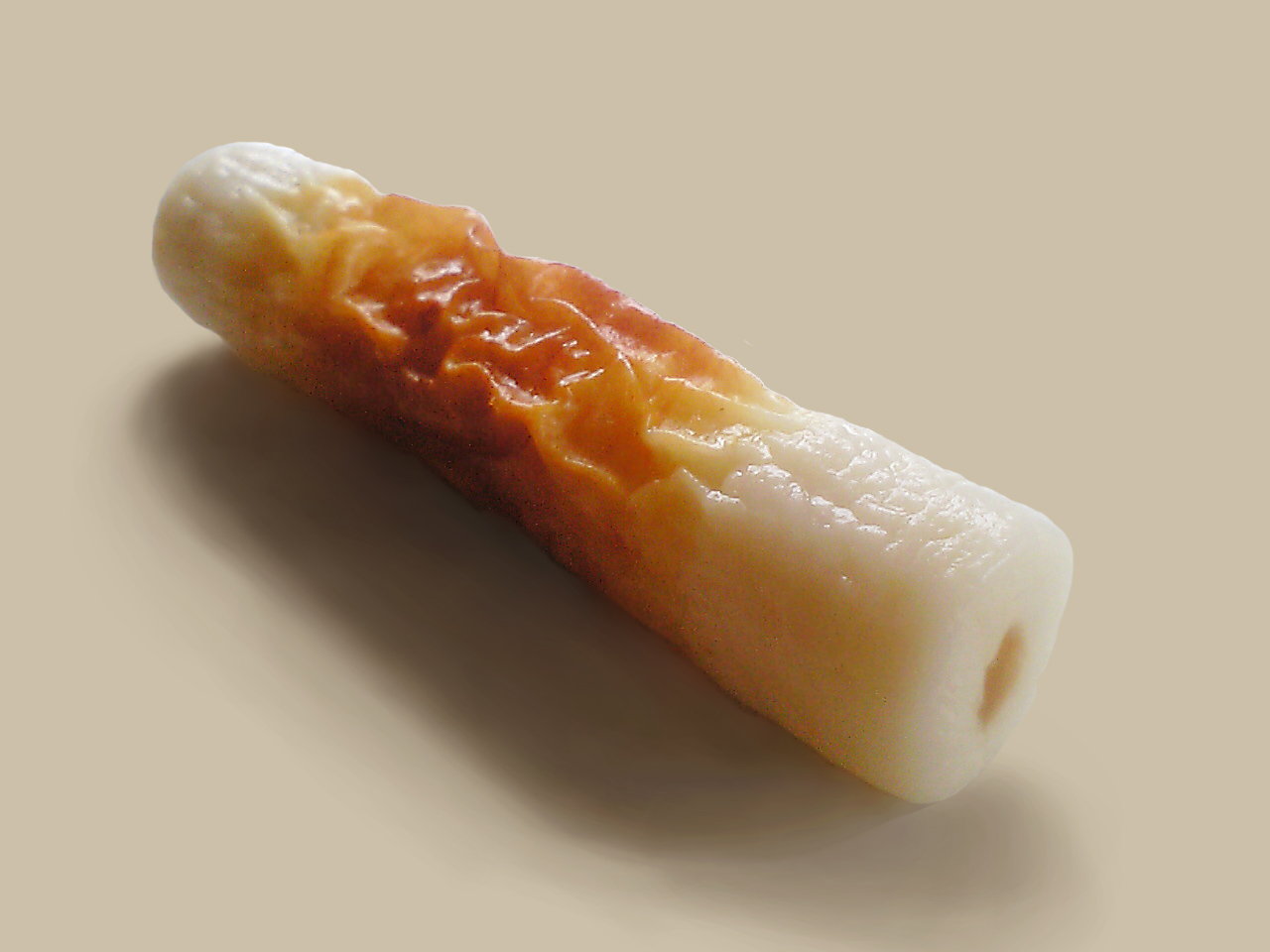
Peça de Chikuwa ja cuinada.

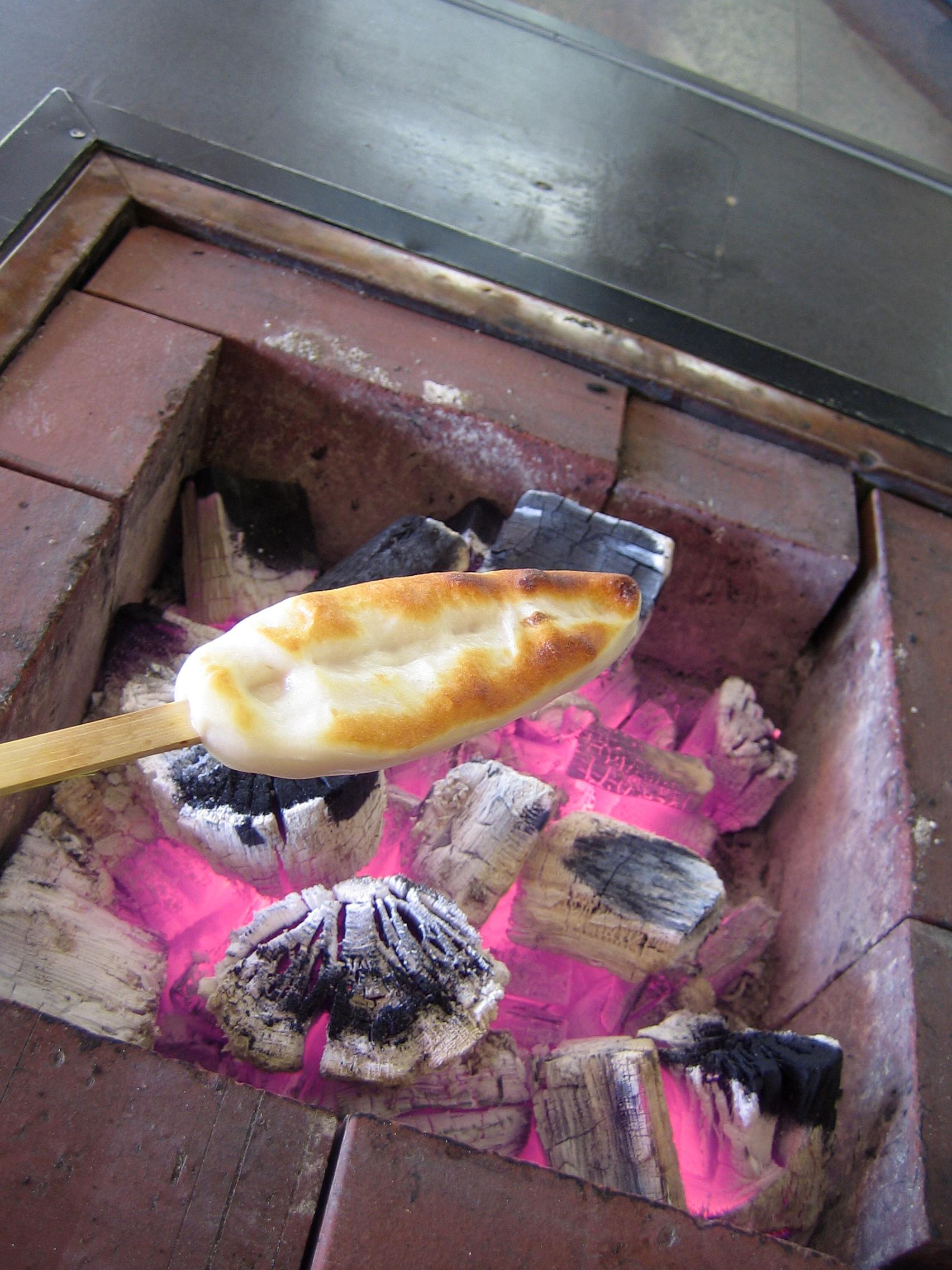
Peça de Sasa Kamaboko escalfant-se sobre carbó en combustió.

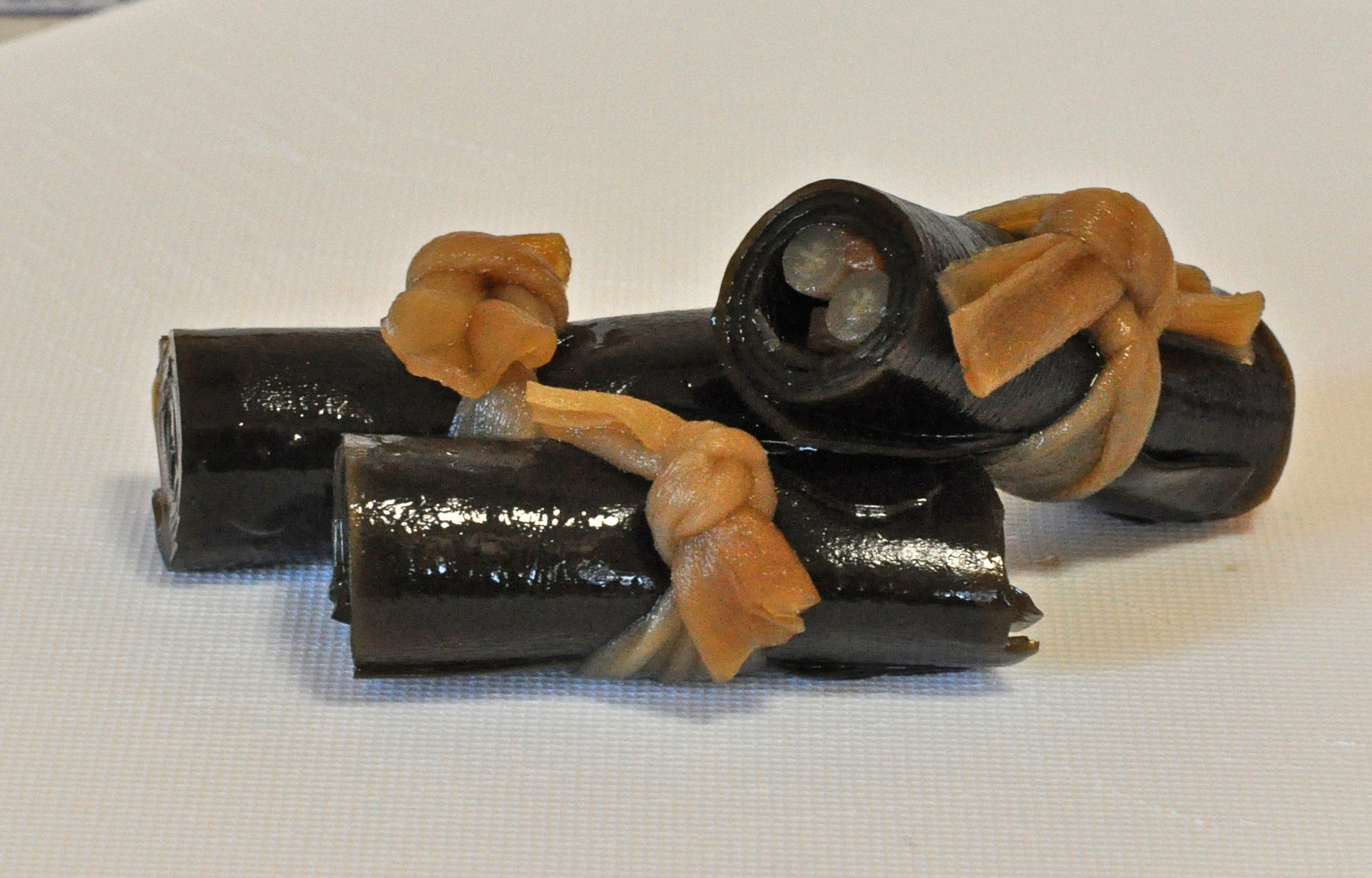
Rotlles de Kobu-maki.

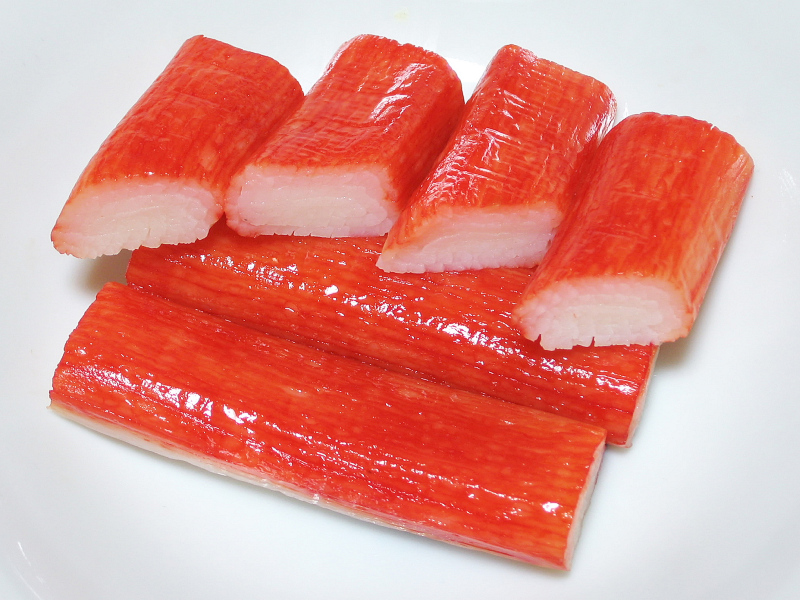
Kanikama (カニカマ) o palets de cranc: un dels milers productes derivats.

| Classificació                                 | Exemples                        |
| --------------------------------------------- | ------------------------------- |
| Productes consumits en plat o bol             | Satmuma-age, Tsumire, Hanpen    |
| Productes preparats i/o consumits en broqueta | Chikuwa, Sasa-kamaboko          |
| Productes suportats en taula de fusta         | Mushi-ita, Yaki-ita             |
| Productes en forma de "roll"                  | Kobu-Maki, Age-Maki, Kashu-Maki |
| Productes donats forma en motlle              | Namba-yaki, Ume-yaki            |
| Productes amb revestiment                     | Salsitxes, Hambuerguesa, Salami |
| Producters imitadors                          | Kanikama                        |

### Satsuma-age
Es tracta d'un pastís de peix fregit en forma de bunyol que té un gust lleugerament dolç. Hi ha 2 teories diferents sobre el seu origen, la primera explica que va sorgir en el regne Ryuku prenent al producte anomenat chikiagi com a font d'inspiració, mentre que la segona teoria explica que va ser inventat pel líder del clan Satsuma, Nariakira Shimazu.
Aquest producte és molt popular i consumit a Kagoshima, i el seu gust dolç és degut a un sake tradicional de la ciutat anomenat Akumochi-zake, el qual s'afegeix abans de servir el producte als comensals.

### Tsumire
Es defineixen com a pilotes de peix fregides fetes amb peixos oliosos com les sardines o el verat. Durant la preparació del producte, a la pasta de carn de peix se li afegeix ceba picada o porro picat, sake, suc de gingebre (tot i que les receptes poden variar). I aquest producte es pot fer servir per complementar sopes de miso.
També existeix la varietat d'aquest mateixa producte però feta a partir de carn de vedella, porc o pollastre anomenada "Tsukune"

### Hanpen
Consisteix en una pasta de carn de peix, com la de tauró, la qual es bull, és de color blanc i se li pot donar qualsevol forma, tot i que les més habitual són la quadrada i la triangular.
En Japonés, la paraula que fa referència al producte significa literalment "la meitat d'un tall". Però hi ha una altra possible teoría respecte al origen del seu nom, la qual explica que aquest producte va ser inventat per un chef anomenat Hanhei en la prefectura de Shizuoka, i al producte se li va anomenar d'aquesta manera en honor del chef.

### Chikuwa
Es descriu com un pastís de peix cuinat amb una forma cilíndrica, al qual se li deixa un espai buit en el centre on s'introduirà el bastonet, que pot ser de metall o de bambú. A part de Surimi la pasta conté altres ingredients com sal, sucre i ou. La cocció es realitza un cop s'ha introduït el bastonet. Aquest derivat del Surimi es pot preparar en forn, a la graella o rostit, i el mètode de preparació determinarà la varietat a la que pertany el Chikuwa.

### Sasa Kamaboko
Es tracta d'una massa de kamaboko la qual se li ha donat forma amb l'ús de fulles de bambú. Existeixen diverses hipòtesis sobre l'origen de la seva invenció, una d'elles es que una botiga en la ciutat de Sendai durant l'Era Meiji (1868-1912) com a mode de conservació i promoció per al consum de llenguado. El terme "Sasa" en la llengua japonesa fa referència a les fulles de bambú, en el cas d'aquest producte utilitzades per donar la forma.

### Kobu-maki
Es tracta d'una massa de Surimi enrotllata per una alga marina tradicional de la gastronomia japonesa anomenada Kombu, que es cou amb sucre i amb alguna salsa salada, a més a més per evitar que desmonti la estructura, es lliga el Kombu i la pasta de peix interna amb tires de carbassa deshidratades conegudes com a Kanpyo. És un dels plats més tradicionals i importants en l'Osechi-Ryori, el festival de cap d'any japonès.

### Kanikama o palet de cranc
El surimi més conegut a l'occident és el kanikamaboko (カニ 蒲鉾), anomenat comunament kanikama (カニカマ) en japonès així com a molts països d'occident, o també palets de cranc. A l'Argentina la paraula kanikama està registrada com a marca, tot i que es tracta d'una expressió genèrica i, per tant, no s'hauria d'haver pogut registrar. A Xile un intent similar per part de l'empresa "Capuy SA" va ser sancionat per un tribunal de defensa de la lliure competència.
Aquests bastons estan compostos en gairebé el 75% del producte per panga (peix gat) i halibut, amb farina, midó, clara d'ou i altres additius. En alguns casos també tenen llet.
La part vermellosa de la superfície exterior del palet de cranc és pebre vermell. En altres casos aquesta franja és taronja, quan conté el colorant E-102 (tartracina).
És molt usat en la confecció dels rotlles makizushi, una varietat del menjar japonès anomenat sushi, concretament al seu farciment.

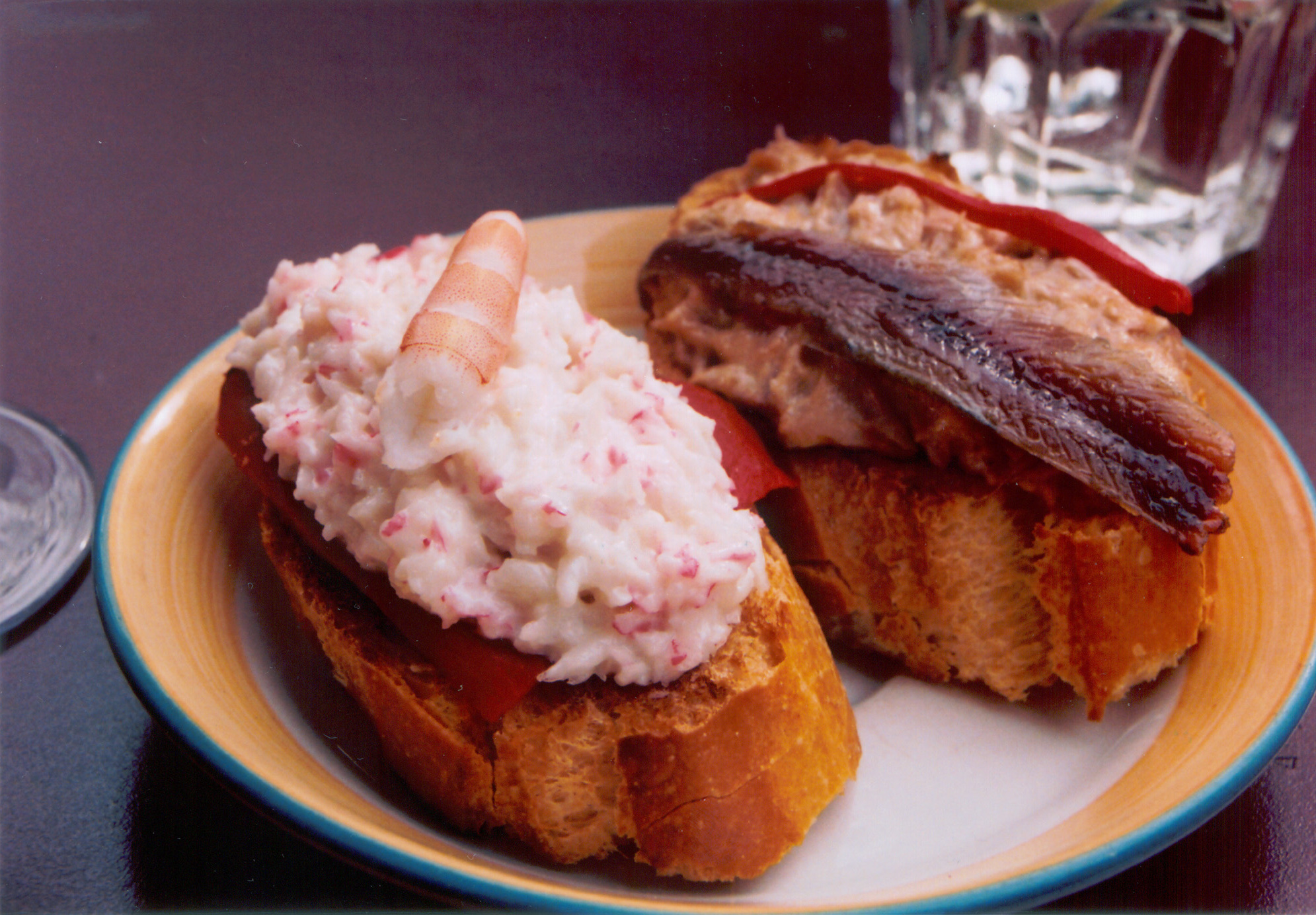
Pintxos. El de l'esquerra és de "txatka"

A Euskadi és popular l'ús dels palets de cranc picats per confeccionar-ne els pintxos anomenats de txatka (o "txaka" i altres variants sobre el mateix mot). El nom deriva del cranc reial de Kamtxatka, apreciadíssim i car marisc, les potes del qual inspiren vagament l'aspecte dels palets de cranc.
També es fa servir com a ingredient per al producte anomenat Kashu-maki.

### Kashu-maki
De la mateixa manera que tots els makis, consisteix en un d'ingredients envoltats pel nori (paper d'alga) i arròs, en aquest cas el surimi que es fa servir és el kanikama i també s'inclouen els següents ingredients: alvocat, cogombre, maionesa i llavors de sèsam. Popularment, aquest producte rep el nom de "California-Maki" i va ser inventat l'any 1963 pel chef Ishiro Mashita en Los Ángeles.

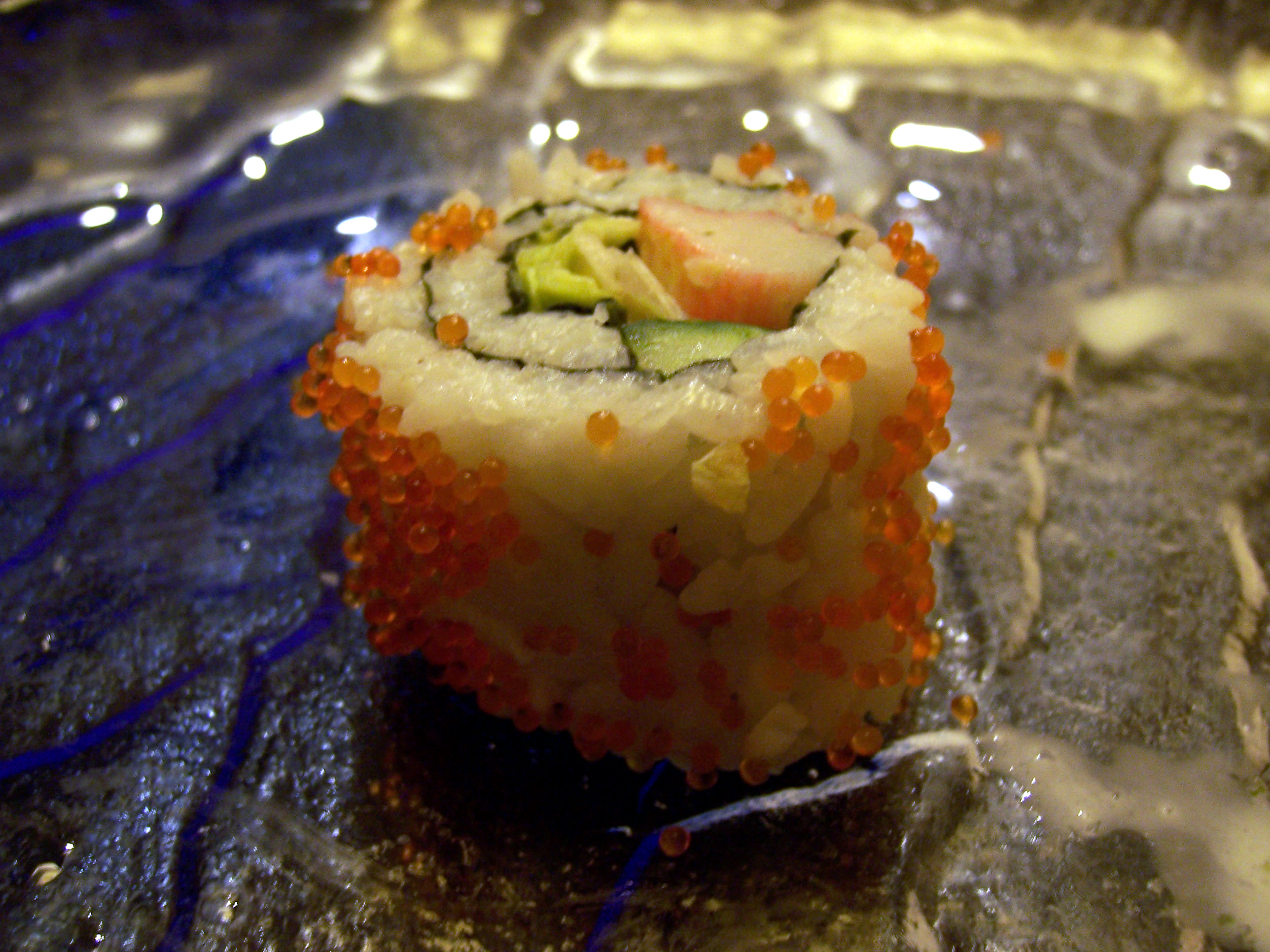
Peça de "California-Maki" o també anomenat "California Roll"

## Surimi de carn
Tot i que tant al Japó com a Europa la gran majoria del surimi comercialitzat prové de peix blanc, tant a la Xina com a l'Índia hi ha una gran tradició de processar carn provinent d'animal en la mateixa manera com es fa el surimi.

### Porc
El surimi provinent de carn de porc s'elabora típicament a partir dels talls més suaus de l'animal i normalment se li dona forma esfèrica. Aquest menjar s'anomena gòngwáng a la xina. La índia també posseeix una variant d'aquest aliment (yànpí), tot i que se li afegeix farina amb la fi de fer la textura més suau.

### Vedella
El surimi de vedella va néixer coma mètode per aprofitar els tendons de l'animal. Aquests es barregen amb surimi convencional amb la fi d'augmentar el seu valor nutritiu. Aquest tipus de surimi es consumeix en mandonguilles tant a xina com a Indonesia en el plat bakso.

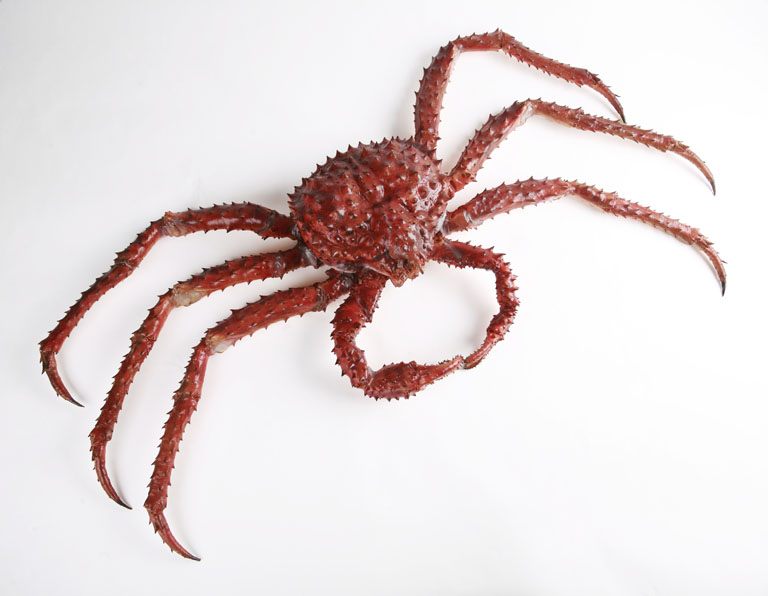
Paralithodes camtschaticus. Popularment també conegut com a cranc de Kamtxatka.

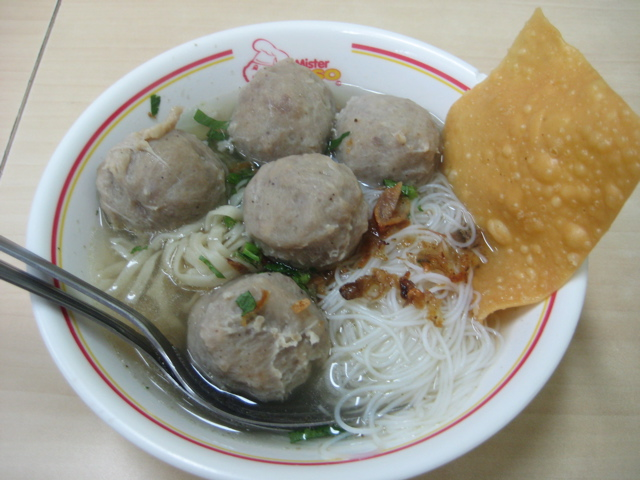
Sopa de Bakso amb fideus.

### Pollastre
A diferencia que en els casos anteriors, el surimi de pollastre s'utilitza comunament com a mètode per a millorar el valor nutritiu del surimi. Degut a la baixa quantitat de grassa i l'alt contingut en proteïna de la carn de pollastre això la fa un candidat perfecte per a l'elaboració de surimi.

## El comerç del Surimi

### En el món
En 2007 es ve estimar que entre un 2 i un 3% dels subministraments provinents de la pesca en tot el món es van dedicar a la producció de Surimi. La producció mundial de surimi es del voltant de 1,4 milions de tones per any. D'aquesta quantitat, els països que més consumeixen son: el Japó, la república de Corea, França, Espanya, Italia i els Estats Units.
Tot i que el Japó es el país que més produeix surimi, a Europa s'ha observat un gran creixement de la producció amb França com a líder seguida d'Espanya. Tot i així, segueix havent-hi un gran fluxe de importació desde Àsia cap a Europa.
Per altra banda, en quant als països d'Amèrica del Sud, aquests compleixen el paper de processadors de les matèries primeres, sobretot Perú, país el qual va poder fundar l'Institut Tecnològic Pesquer de Perú (ITP) als anys 80 gràcies a una ajuda econòmica japonesa. A principis del segle xxi, la major part de la producció peruana va ser destinada a Espanya, França, Lituània i el Japó.
Pel que fa a la producció mundial de surimi, l'any 2016 va ser de 2,7 milions de tones de les quals la Xina va produir poc menys de la meitat (1,2 milions de tones) mentre la UE no va processar més de 170.000 tones

### A Espanya
Espanya en els darrers anys ha passat d'una producció de 8000 tones a l'any 2000 a una producció de 20000 tones al 2005 el que comporta un 60% del consum nacional i una disminució de l'import des dels Estats Units que és el major importador d'Espanya. Malgrat tot, segons el Ministeri d'Agricultura, Pesca i Alimentació l'estat espanyol va importar des dels Estats Units 8564 tones mètriques de carn de Surimi congelada. Per altra banda, 3000 tones de surimi produïdes a Espanya són exportades cada any, sobretot a Portugal (el 60% de la exportació).
Actualment un dels líders mundials en la producció de Surimi és el Vičiūnai Group, fundada l'any 1991 a Lituània, que produeix més de 120000 tones de productes alimentaris pesquers cada any i n'exporten més del 85%. L'any 2010 aquesta companyia es va implantar en l'estat espanyol al comprar la empresa Sistemas Britor S.L.U. La producció d'aquesta seu és venuda per a la seva distribució a l'empresa VG Iberia.